# Convocazioni per il campionato europeo maschile di calcio 2020
Elenco dei giocatori convocati da ciascuna nazionale partecipante al campionato europeo di calcio 2020.

## Gruppo A

### Turchia
Lista dei convocati resa nota il 1º giugno
Commissario tecnico:  Şenol Güneş
| N. | Pos. | Giocatore         | Data nascita (età)         | Pres. | Reti | Squadra             |
| -- | ---- | ----------------- | -------------------------- | ----- | ---- | ------------------- |
| 1  | P    | Mert Günok        | 1º marzo 1989 (32 anni)    | 22    | -19  | İstanbul Başakşehir |
| 2  | D    | Mehmet Zeki Çelik | 17 febbraio 1997 (24 anni) | 19    | 2    | Lilla               |
| 3  | D    | Merih Demiral     | 5 marzo 1998 (23 anni)     | 20    | 0    | Juventus            |
| 4  | D    | Çağlar Söyüncü    | 23 maggio 1996 (25 anni)   | 34    | 2    | Leicester City      |
| 5  | C    | Okay Yokuşlu      | 9 marzo 1994 (27 anni)     | 33    | 1    | West Bromwich       |
| 6  | C    | Ozan Tufan        | 23 marzo 1995 (26 anni)    | 59    | 9    | Fenerbahçe          |
| 7  | C    | Cengiz Ünder      | 14 luglio 1997 (23 anni)   | 28    | 8    | Leicester City      |
| 8  | C    | Dorukhan Toköz    | 21 maggio 1996 (25 anni)   | 9     | 1    | Beşiktaş            |
| 9  | A    | Kenan Karaman     | 5 marzo 1994 (27 anni)     | 21    | 5    | Fortuna Düsseldorf  |
| 10 | C    | Hakan Çalhanoğlu  | 8 febbraio 1994 (27 anni)  | 55    | 13   | Milan               |
| 11 | C    | Yusuf Yazıcı      | 29 gennaio 1997 (24 anni)  | 30    | 1    | Lilla               |
| 12 | P    | Altay Bayındır    | 14 aprile 1998 (23 anni)   | 1     | -1   | Fenerbahçe          |
| 13 | D    | Umut Meraş        | 20 dicembre 1995 (25 anni) | 12    | 0    | Le Havre            |
| 14 | C    | Taylan Antalyalı  | 8 gennaio 1995 (26 anni)   | 5     | 0    | Galatasaray         |
| 15 | D    | Ozan Kabak        | 25 marzo 2000 (21 anni)    | 11    | 0    | Liverpool           |
| 16 | A    | Enes Ünal         | 10 maggio 1997 (24 anni)   | 22    | 2    | Getafe              |
| 17 | A    | Burak Yılmaz      | 15 luglio 1985 (35 anni)   | 66    | 28   | Lilla               |
| 18 | D    | Rıdvan Yılmaz     | 21 maggio 2001 (20 anni)   | 2     | 0    | Beşiktaş            |
| 19 | C    | Orkun Kökçü       | 29 dicembre 2000 (20 anni) | 5     | 0    | Feyenoord           |
| 20 | C    | Abdülkadir Ömür   | 25 giugno 1999 (21 anni)   | 9     | 0    | Trabzonspor         |
| 21 | C    | İrfan Kahveci     | 15 luglio 1995 (25 anni)   | 18    | 0    | Fenerbahçe          |
| 22 | D    | Kaan Ayhan        | 10 novembre 1994 (26 anni) | 36    | 4    | Sassuolo            |
| 23 | P    | Uğurcan Çakır     | 5 aprile 1996 (25 anni)    | 8     | -10  | Trabzonspor         |
| 24 | C    | Kerem Aktürkoğlu  | 21 ottobre 1998 (22 anni)  | 1     | 0    | Galatasaray         |
| 25 | D    | Mert Müldür       | 3 aprile 1999 (22 anni)    | 7     | 0    | Sassuolo            |
| 26 | A    | Halil Dervişoğlu  | 8 dicembre 1999 (21 anni)  | 2     | 1    | Galatasaray         |

### Italia
Lista dei convocati resa nota il 2 giugno. Il 7 giugno Stefano Sensi è stato sostituito da Matteo Pessina per infortunio. Il 10 giugno Lorenzo Pellegrini è stato sostituito da Gaetano Castrovilli per infortunio.
Commissario tecnico:  Roberto Mancini
| N. | Pos. | Giocatore             | Data nascita (età)         | Pres. | Reti | Squadra             |
| -- | ---- | --------------------- | -------------------------- | ----- | ---- | ------------------- |
| 1  | P    | Salvatore Sirigu      | 12 gennaio 1987 (34 anni)  | 26    | -18  | Torino              |
| 2  | D    | Giovanni Di Lorenzo   | 4 agosto 1993 (27 anni)    | 7     | 0    | Napoli              |
| 3  | D    | Giorgio Chiellini     | 14 agosto 1984 (36 anni)   | 107   | 8    | Juventus            |
| 4  | D    | Leonardo Spinazzola   | 25 marzo 1993 (28 anni)    | 14    | 0    | Roma                |
| 5  | C    | Manuel Locatelli      | 8 gennaio 1998 (23 anni)   | 10    | 1    | Sassuolo            |
| 6  | C    | Marco Verratti        | 5 novembre 1992 (28 anni)  | 40    | 3    | Paris Saint-Germain |
| 7  | C    | Gaetano Castrovilli   | 17 febbraio 1997 (24 anni) | 2     | 0    | Fiorentina          |
| 8  | C    | Jorginho              | 20 dicembre 1991 (29 anni) | 28    | 5    | Chelsea             |
| 9  | A    | Andrea Belotti        | 20 dicembre 1993 (27 anni) | 33    | 12   | Torino              |
| 10 | A    | Lorenzo Insigne       | 4 giugno 1991 (30 anni)    | 41    | 8    | Napoli              |
| 11 | A    | Domenico Berardi      | 1º agosto 1994 (26 anni)   | 11    | 5    | Sassuolo            |
| 12 | C    | Matteo Pessina        | 21 aprile 1997 (24 anni)   | 5     | 2    | Atalanta            |
| 13 | D    | Emerson Palmieri      | 3 agosto 1994 (26 anni)    | 15    | 0    | Chelsea             |
| 14 | A    | Federico Chiesa       | 25 ottobre 1997 (23 anni)  | 25    | 1    | Juventus            |
| 15 | D    | Francesco Acerbi      | 10 febbraio 1988 (33 anni) | 14    | 1    | Lazio               |
| 16 | C    | Bryan Cristante       | 3 marzo 1995 (26 anni)     | 11    | 1    | Roma                |
| 17 | A    | Ciro Immobile         | 20 febbraio 1990 (31 anni) | 46    | 13   | Lazio               |
| 18 | C    | Nicolò Barella        | 7 febbraio 1997 (24 anni)  | 23    | 5    | Inter               |
| 19 | D    | Leonardo Bonucci      | 1º maggio 1987 (34 anni)   | 102   | 7    | Juventus            |
| 20 | A    | Federico Bernardeschi | 16 febbraio 1994 (27 anni) | 30    | 6    | Juventus            |
| 21 | P    | Gianluigi Donnarumma  | 25 febbraio 1999 (22 anni) | 26    | -11  | Milan               |
| 22 | A    | Giacomo Raspadori     | 18 febbraio 2000 (21 anni) | 1     | 0    | Sassuolo            |
| 23 | D    | Alessandro Bastoni    | 13 aprile 1999 (22 anni)   | 5     | 0    | Inter               |
| 24 | D    | Alessandro Florenzi   | 11 marzo 1991 (30 anni)    | 43    | 2    | Paris Saint-Germain |
| 25 | D    | Rafael Tolói          | 10 ottobre 1990 (30 anni)  | 3     | 0    | Atalanta            |
| 26 | P    | Alex Meret            | 22 marzo 1997 (24 anni)    | 2     | -1   | Napoli              |

### Galles
Lista dei convocati resa nota il 30 maggio 2021. Il 31 maggio James Lawrence è stato sostituito da Tom Lockyer per infortunio.
Commissario tecnico:  Robert Page
| N. | Pos. | Giocatore               | Data nascita (età)          | Pres. | Reti | Squadra        |
| -- | ---- | ----------------------- | --------------------------- | ----- | ---- | -------------- |
| 1  | P    | Wayne Hennessey         | 24 gennaio 1987 (34 anni)   | 96    | -84  | Crystal Palace |
| 2  | D    | Chris Gunter            | 21 luglio 1989 (31 anni)    | 101   | 0    | Charlton       |
| 3  | D    | Neco Williams           | 13 aprile 2001 (20 anni)    | 11    | 1    | Liverpool      |
| 4  | D    | Ben Davies              | 24 aprile 1993 (28 anni)    | 60    | 0    | Tottenham      |
| 5  | D    | Tom Lockyer             | 3 dicembre 1994 (26 anni)   | 13    | 0    | Luton Town     |
| 6  | D    | Joe Rodon               | 22 ottobre 1997 (23 anni)   | 14    | 0    | Tottenham      |
| 7  | C    | Joe Allen               | 14 marzo 1990 (31 anni)     | 59    | 2    | Stoke City     |
| 8  | C    | Harry Wilson            | 22 marzo 1997 (24 anni)     | 26    | 5    | Cardiff City   |
| 9  | A    | Tyler Roberts           | 12 gennaio 1999 (22 anni)   | 14    | 0    | Leeds Utd      |
| 10 | C    | Aaron Ramsey            | 26 dicembre 1990 (30 anni)  | 63    | 16   | Juventus       |
| 11 | A    | Gareth Bale             | 16 luglio 1989 (31 anni)    | 92    | 33   | Tottenham      |
| 12 | P    | Danny Ward              | 22 giugno 1993 (27 anni)    | 13    | -13  | Leicester City |
| 13 | A    | Kieffer Moore           | 8 agosto 1992 (28 anni)     | 17    | 5    | Cardiff City   |
| 14 | D    | Connor Roberts          | 23 settembre 1995 (25 anni) | 26    | 1    | Swansea City   |
| 15 | C    | Ethan Ampadu            | 14 settembre 2000 (20 anni) | 23    | 0    | Sheffield Utd  |
| 16 | C    | Joe Morrell             | 3 gennaio 1997 (24 anni)    | 15    | 0    | Luton Town     |
| 17 | D    | Rhys Norrington-Davies  | 22 aprile 1999 (22 anni)    | 5     | 0    | Stoke City     |
| 18 | C    | Jonathan Peter Williams | 9 ottobre 1993 (27 anni)    | 28    | 1    | Cardiff City   |
| 19 | C    | David Brooks            | 8 luglio 1997 (23 anni)     | 18    | 2    | Bournemouth    |
| 20 | C    | Daniel James            | 10 novembre 1997 (23 anni)  | 20    | 4    | Manchester Utd |
| 21 | P    | Adam Davies             | 17 luglio 1992 (28 anni)    | 2     | 0    | Stoke City     |
| 22 | D    | Chris Mepham            | 5 novembre 1997 (23 anni)   | 18    | 0    | Bournemouth    |
| 23 | C    | Dylan Levitt            | 17 novembre 2000 (20 anni)  | 8     | 0    | Istria 1961    |
| 24 | D    | Ben Cabango             | 30 maggio 2000 (21 anni)    | 3     | 0    | Swansea City   |
| 25 | C    | Rubin Colwill           | 27 aprile 2002 (19 anni)    | 1     | 0    | Cardiff City   |
| 26 | C    | Matthew Smith           | 22 novembre 1999 (21 anni)  | 14    | 0    | Doncaster      |

### Svizzera
Lista dei convocati resa nota il 31 maggio 2021. Dopo il primo incontro, il 13 giugno Jonas Omlin è stato sostituito da Gregor Kobel per infortunio.
Commissario tecnico:  Vladimir Petković
| N. | Pos. | Giocatore           | Data nascita (età)          | Pres. | Reti | Squadra               |
| -- | ---- | ------------------- | --------------------------- | ----- | ---- | --------------------- |
| 1  | P    | Yann Sommer         | 17 dicembre 1988 (32 anni)  | 61    | -54  | Borussia M'gladbach   |
| 2  | D    | Kevin Mbabu         | 19 aprile 1995 (26 anni)    | 11    | 0    | Wolfsburg             |
| 3  | D    | Silvan Widmer       | 5 marzo 1993 (28 anni)      | 16    | 1    | Basilea               |
| 4  | D    | Nico Elvedi         | 30 settembre 1996 (24 anni) | 26    | 1    | Borussia M'gladbach   |
| 5  | D    | Manuel Akanji       | 19 luglio 1995 (25 anni)    | 29    | 0    | Borussia Dortmund     |
| 6  | C    | Denis Zakaria       | 20 novembre 1996 (24 anni)  | 32    | 3    | Borussia M'gladbach   |
| 7  | A    | Breel-Donald Embolo | 14 febbraio 1997 (24 anni)  | 43    | 5    | Borussia M'gladbach   |
| 8  | C    | Remo Freuler        | 15 aprile 1992 (29 anni)    | 28    | 3    | Atalanta              |
| 9  | A    | Haris Seferović     | 22 febbraio 1992 (29 anni)  | 74    | 21   | Benfica               |
| 10 | C    | Granit Xhaka        | 27 settembre 1992 (28 anni) | 93    | 12   | Arsenal               |
| 11 | A    | Ruben Vargas        | 5 agosto 1998 (22 anni)     | 11    | 2    | Augusta               |
| 12 | P    | Yvon Mvogo          | 6 giugno 1994 (27 anni)     | 4     | -4   | PSV                   |
| 13 | D    | Ricardo Rodríguez   | 25 agosto 1992 (28 anni)    | 80    | 9    | Torino                |
| 14 | C    | Steven Zuber        | 17 agosto 1991 (29 anni)    | 36    | 8    | Eintracht Francoforte |
| 15 | C    | Djibril Sow         | 6 febbraio 1997 (24 anni)   | 15    | 0    | Eintracht Francoforte |
| 16 | A    | Christian Fassnacht | 11 novembre 1993 (27 anni)  | 7     | 1    | Young Boys            |
| 17 | D    | Loris Benito        | 7 gennaio 1992 (29 anni)    | 12    | 1    | Bordeaux              |
| 18 | A    | Admir Mehmedi       | 16 marzo 1991 (30 anni)     | 73    | 10   | Wolfsburg             |
| 19 | A    | Mario Gavranović    | 24 novembre 1989 (31 anni)  | 29    | 11   | Dinamo Zagabria       |
| 20 | C    | Edimilson Fernandes | 15 aprile 1996 (25 anni)    | 21    | 1    | Magonza               |
| 21 | P    | Jonas Omlin         | 10 gennaio 1994 (27 anni)   | 2     | -4   | Montpellier           |
| 21 | P    | Gregor Kobel        | 6 dicembre 1997 (23 anni)   | 0     | 0    | Stoccarda             |
| 22 | D    | Fabian Schär        | 20 dicembre 1991 (29 anni)  | 59    | 8    | Newcastle Utd         |
| 23 | C    | Xherdan Shaqiri     | 10 ottobre 1991 (29 anni)   | 90    | 23   | Liverpool             |
| 24 | D    | Bećir Omeragić      | 20 gennaio 2002 (19 anni)   | 3     | 0    | Zurigo                |
| 25 | D    | Eray Cömert         | 4 febbraio 1998 (23 anni)   | 5     | 0    | Basilea               |
| 26 | D    | Jordan Lotomba      | 29 settembre 1998 (22 anni) | 1     | 0    | Nizza                 |

## Gruppo B

### Danimarca
Lista dei convocati resa nota il 25 maggio 2021.
Commissario tecnico:  Kasper Hjulmand
| N. | Pos. | Giocatore             | Data nascita (età)         | Pres. | Reti | Squadra           |
| -- | ---- | --------------------- | -------------------------- | ----- | ---- | ----------------- |
| 1  | P    | Kasper Schmeichel     | 5 novembre 1986 (34 anni)  | 63    | -48  | Leicester City    |
| 2  | D    | Joachim Andersen      | 31 maggio 1996 (25 anni)   | 4     | 0    | Fulham            |
| 3  | D    | Jannik Vestergaard    | 3 agosto 1992 (28 anni)    | 21    | 1    | Southampton       |
| 4  | D    | Simon Kjær            | 26 marzo 1989 (32 anni)    | 105   | 3    | Milan             |
| 5  | D    | Joakim Mæhle          | 20 maggio 1997 (24 anni)   | 8     | 2    | Atalanta          |
| 6  | D    | Andreas Christensen   | 10 aprile 1996 (25 anni)   | 40    | 1    | Chelsea           |
| 7  | A    | Robert Skov           | 20 maggio 1996 (25 anni)   | 9     | 5    | Hoffenheim        |
| 8  | C    | Thomas Delaney        | 3 settembre 1991 (29 anni) | 52    | 5    | Borussia Dortmund |
| 9  | A    | Martin Braithwaite    | 5 giugno 1991 (30 anni)    | 48    | 8    | Barcellona        |
| 10 | C    | Christian Eriksen     | 14 febbraio 1992 (29 anni) | 106   | 36   | Inter             |
| 11 | A    | Andreas Skov Olsen    | 29 dicembre 1999 (21 anni) | 5     | 3    | Bologna           |
| 12 | A    | Kasper Dolberg        | 6 ottobre 1997 (23 anni)   | 24    | 7    | Nizza             |
| 13 | D    | Mathias Jørgensen     | 23 aprile 1990 (31 anni)   | 34    | 2    | Copenaghen        |
| 14 | A    | Mikkel Damsgaard      | 3 luglio 2000 (20 anni)    | 2     | 2    | Sampdoria         |
| 15 | C    | Christian Nørgaard    | 10 marzo 1994 (27 anni)    | 4     | 0    | Brentford         |
| 16 | P    | Jonas Lössl           | 1º febbraio 1989 (32 anni) | 1     | 0    | Midtjylland       |
| 17 | D    | Jens Stryger Larsen   | 21 febbraio 1991 (30 anni) | 34    | 2    | Udinese           |
| 18 | D    | Daniel Wass           | 31 maggio 1989 (32 anni)   | 28    | 0    | Valencia          |
| 19 | A    | Jonas Wind            | 7 febbraio 1999 (22 anni)  | 6     | 3    | Copenaghen        |
| 20 | A    | Yussuf Poulsen        | 15 giugno 1994 (26 anni)   | 52    | 7    | RB Lipsia         |
| 21 | A    | Andreas Cornelius     | 16 marzo 1993 (28 anni)    | 27    | 5    | Parma             |
| 22 | P    | Frederik Rønnow       | 4 agosto 1992 (28 anni)    | 8     | -5   | Schalke 04        |
| 23 | C    | Pierre-Emile Højbjerg | 5 agosto 1995 (25 anni)    | 40    | 4    | Tottenham         |
| 24 | C    | Mathias Jensen        | 1º gennaio 1996 (25 anni)  | 5     | 1    | Brentford         |
| 25 | C    | Anders Christiansen   | 8 giugno 1990 (31 anni)    | 3     | 0    | Malmö FF          |
| 26 | D    | Nicolai Boilesen      | 16 febbraio 1992 (29 anni) | 18    | 1    | Copenaghen        |

### Finlandia
Lista dei convocati resa nota il 1º giugno 2021. Il 3 giugno Sauli Väisänen è stato sostituito da Niko Hämäläinen per infortunio.
Commissario tecnico:  Markku Kanerva
| N. | Pos. | Giocatore            | Data nascita (età)          | Pres. | Reti | Squadra          |
| -- | ---- | -------------------- | --------------------------- | ----- | ---- | ---------------- |
| 1  | P    | Lukáš Hrádecký       | 24 novembre 1989 (31 anni)  | 64    | -67  | Bayer Leverkusen |
| 2  | D    | Paulus Arajuuri      | 15 giugno 1988 (32 anni)    | 50    | 3    | Pafos            |
| 3  | D    | Daniel O'Shaughnessy | 14 settembre 1994 (26 anni) | 10    | 0    | HJK              |
| 4  | D    | Joona Toivio         | 10 marzo 1988 (33 anni)     | 72    | 3    | Häcken           |
| 5  | D    | Leo Väisänen         | 23 luglio 1997 (23 anni)    | 7     | 0    | Elfsborg         |
| 6  | C    | Glen Kamara          | 28 ottobre 1995 (25 anni)   | 30    | 1    | Rangers          |
| 7  | C    | Robert Taylor        | 21 ottobre 1994 (26 anni)   | 18    | 1    | Brann            |
| 8  | C    | Robin Lod            | 17 aprile 1993 (28 anni)    | 42    | 4    | Minnesota Utd    |
| 9  | C    | Fredrik Jensen       | 9 settembre 1997 (23 anni)  | 17    | 7    | Augusta          |
| 10 | A    | Teemu Pukki          | 29 marzo 1990 (31 anni)     | 90    | 30   | Norwich City     |
| 11 | C    | Rasmus Schüller      | 18 giugno 1991 (29 anni)    | 48    | 0    | Djurgården       |
| 12 | P    | Jesse Joronen        | 21 marzo 1993 (28 anni)     | 14    | -19  | Brescia          |
| 13 | C    | Pyry Soiri           | 22 settembre 1994 (26 anni) | 30    | 5    | Esbjerg          |
| 14 | C    | Tim Sparv            | 20 febbraio 1987 (34 anni)  | 81    | 1    | Larissa          |
| 15 | D    | Niko Hämäläinen      | 5 marzo 1997 (24 anni)      | 7     | 0    | QPR              |
| 16 | D    | Thomas Lam           | 18 dicembre 1993 (27 anni)  | 26    | 0    | Zwolle           |
| 17 | D    | Nikolai Alho         | 12 marzo 1993 (28 anni)     | 11    | 0    | MTK Budapest     |
| 18 | D    | Jere Uronen          | 13 luglio 1994 (26 anni)    | 48    | 1    | Genk             |
| 19 | C    | Joni Kauko           | 12 luglio 1990 (30 anni)    | 25    | 0    | Esbjerg          |
| 20 | A    | Joel Pohjanpalo      | 13 settembre 1994 (26 anni) | 41    | 9    | Union Berlino    |
| 21 | A    | Lassi Lappalainen    | 24 agosto 1998 (22 anni)    | 8     | 0    | CF Montréal      |
| 22 | D    | Jukka Raitala        | 15 settembre 1988 (32 anni) | 51    | 0    | Minnesota Utd    |
| 23 | P    | Anssi Jaakkola       | 13 marzo 1987 (34 anni)     | 3     | -6   | Bristol Rovers   |
| 24 | C    | Onni Valakari        | 18 agosto 1999 (21 anni)    | 5     | 1    | Pafos            |
| 25 | D    | Robert Ivanov        | 19 settembre 1994 (26 anni) | 4     | 0    | Warta Poznań     |
| 26 | A    | Marcus Forss         | 18 giugno 1999 (21 anni)    | 4     | 1    | Brentford        |

### Belgio
Lista dei convocati resa nota il 17 maggio 2021. Dopo l'incontro degli ottavi di finale, il 28 giugno Simon Mignolet è stato sostituito da Thomas Kaminski per infortunio.
Commissario tecnico:  Roberto Martínez
| N. | Pos. | Giocatore          | Data nascita (età)          | Pres. | Reti | Squadra             |
| -- | ---- | ------------------ | --------------------------- | ----- | ---- | ------------------- |
| 1  | P    | Thibaut Courtois   | 11 maggio 1992 (29 anni)    | 83    | -63  | Real Madrid         |
| 2  | D    | Toby Alderweireld  | 2 marzo 1989 (32 anni)      | 107   | 5    | Tottenham           |
| 3  | D    | Thomas Vermaelen   | 14 novembre 1985 (35 anni)  | 79    | 2    | Vissel Kōbe         |
| 4  | D    | Dedryck Boyata     | 28 novembre 1990 (30 anni)  | 22    | 0    | Hertha Berlino      |
| 5  | D    | Jan Vertonghen     | 24 aprile 1987 (34 anni)    | 126   | 9    | Benfica             |
| 6  | C    | Axel Witsel        | 12 gennaio 1989 (32 anni)   | 110   | 10   | Borussia Dortmund   |
| 7  | C    | Kevin De Bruyne    | 28 giugno 1991 (29 anni)    | 80    | 21   | Manchester City     |
| 8  | C    | Youri Tielemans    | 7 maggio 1997 (24 anni)     | 37    | 4    | Leicester City      |
| 9  | A    | Romelu Lukaku      | 13 maggio 1993 (28 anni)    | 93    | 60   | Inter               |
| 10 | A    | Eden Hazard        | 7 gennaio 1991 (30 anni)    | 106   | 32   | Real Madrid         |
| 11 | C    | Yannick Carrasco   | 4 settembre 1993 (27 anni)  | 44    | 6    | Atlético Madrid     |
| 12 | P    | Simon Mignolet     | 6 marzo 1988 (33 anni)      | 30    | -31  | Club Bruges         |
| 12 | P    | Thomas Kaminski    | 23 ottobre 1992 (28 anni)   | 0     | 0    | Blackburn           |
| 13 | P    | Matz Sels          | 26 febbraio 1992 (29 anni)  | 0     | 0    | Strasburgo          |
| 14 | A    | Dries Mertens      | 6 maggio 1987 (34 anni)     | 96    | 21   | Napoli              |
| 15 | D    | Thomas Meunier     | 12 settembre 1991 (29 anni) | 46    | 7    | Borussia Dortmund   |
| 16 | C    | Thorgan Hazard     | 29 marzo 1993 (28 anni)     | 33    | 5    | Borussia Dortmund   |
| 17 | C    | Hans Vanaken       | 24 agosto 1992 (28 anni)    | 9     | 2    | Club Bruges         |
| 18 | D    | Jason Denayer      | 28 giugno 1995 (25 anni)    | 23    | 1    | Olympique Lione     |
| 19 | C    | Leander Dendoncker | 15 aprile 1995 (26 anni)    | 15    | 0    | Wolverhampton       |
| 20 | A    | Christian Benteke  | 3 dicembre 1990 (30 anni)   | 39    | 16   | Crystal Palace      |
| 21 | D    | Timothy Castagne   | 5 dicembre 1995 (25 anni)   | 13    | 2    | Leicester City      |
| 22 | C    | Nacer Chadli       | 2 agosto 1989 (31 anni)     | 62    | 8    | İstanbul Başakşehir |
| 23 | A    | Michy Batshuayi    | 2 ottobre 1993 (27 anni)    | 33    | 22   | Crystal Palace      |
| 24 | A    | Leandro Trossard   | 4 dicembre 1994 (26 anni)   | 6     | 2    | Brighton            |
| 25 | A    | Jérémy Doku        | 27 maggio 2002 (19 anni)    | 6     | 2    | Rennes              |
| 26 | C    | Dennis Praet       | 14 maggio 1994 (27 anni)    | 10    | 1    | Leicester City      |

### Russia
Lista dei convocati resa nota il 2 giugno 2021. L'11 giugno Andrej Mostovoj è stato sostituito da Roman Evgen'ev perché positivo al SARS-CoV-2.

Commissario tecnico:  Stanislav Čerčesov
| N. | Pos. | Giocatore                | Data nascita (età)          | Pres. | Reti | Squadra               |
| -- | ---- | ------------------------ | --------------------------- | ----- | ---- | --------------------- |
| 1  | P    | Anton Šunin              | 27 gennaio 1987 (34 anni)   | 11    | -12  | Dinamo Mosca          |
| 2  | D    | Mário Fernandes          | 19 settembre 1990 (30 anni) | 28    | 5    | CSKA Mosca            |
| 3  | D    | Igor' Diveev             | 27 settembre 1999 (21 anni) | 3     | 0    | CSKA Mosca            |
| 4  | D    | Vjačeslav Karavaev       | 20 maggio 1995 (26 anni)    | 12    | 2    | Zenit San Pietroburgo |
| 5  | D    | Andrej Sergeevič Semënov | 24 marzo 1989 (32 anni)     | 25    | 0    | Achmat Groznyj        |
| 6  | C    | Denis Čeryšev            | 26 dicembre 1990 (30 anni)  | 30    | 12   | Valencia              |
| 7  | C    | Magomed Ozdoev           | 5 novembre 1992 (28 anni)   | 31    | 4    | Zenit San Pietroburgo |
| 8  | C    | Dmitrij Barinov          | 11 settembre 1996 (24 anni) | 4     | 0    | Lokomotiv Mosca       |
| 9  | A    | Aleksandr Sobolev        | 7 marzo 1997 (24 anni)      | 5     | 2    | Spartak Mosca         |
| 10 | A    | Anton Zabolotnyj         | 13 giugno 1991 (29 anni)    | 13    | 1    | Soči                  |
| 11 | C    | Roman Zobnin             | 11 febbraio 1994 (27 anni)  | 34    | 0    | Spartak Mosca         |
| 12 | P    | Jurij Djupin             | 17 marzo 1988 (33 anni)     | 0     | 0    | Rubin                 |
| 13 | D    | Fëdor Kudrjašov          | 5 aprile 1987 (34 anni)     | 44    | 1    | Antalyaspor           |
| 14 | D    | Georgij Džikija          | 21 novembre 1993 (27 anni)  | 32    | 1    | Spartak Mosca         |
| 15 | C    | Aleksej Mirančuk         | 17 ottobre 1995 (25 anni)   | 32    | 5    | Atalanta              |
| 16 | P    | Matvej Safonov           | 25 febbraio 1999 (22 anni)  | 1     | 0    | Krasnodar             |
| 17 | C    | Aleksandr Golovin        | 30 maggio 1996 (25 anni)    | 34    | 5    | Monaco                |
| 18 | C    | Jurij Žirkov             | 20 agosto 1983 (37 anni)    | 103   | 2    | Zenit San Pietroburgo |
| 19 | C    | Rifat Žemaletdinov       | 20 settembre 1996 (24 anni) | 4     | 0    | Lokomotiv Mosca       |
| 20 | C    | Aleksej Ionov            | 18 febbraio 1989 (32 anni)  | 34    | 4    | Krasnodar             |
| 21 | C    | Daniil Fomin             | 2 marzo 1997 (24 anni)      | 4     | 0    | Dinamo Mosca          |
| 22 | A    | Artëm Dzjuba             | 22 agosto 1988 (32 anni)    | 51    | 29   | Zenit San Pietroburgo |
| 23 | C    | Daler Kuzjaev            | 15 gennaio 1993 (28 anni)   | 33    | 2    | Zenit San Pietroburgo |
| 24 | C    | Roman Evgen'ev           | 23 febbraio 1999 (22 anni)  | 1     | 0    | Dinamo Mosca          |
| 25 | C    | Denis Makarov            | 18 febbraio 1998 (23 anni)  | 0     | 0    | Rubin                 |
| 26 | C    | Maksim Muchin            | 4 novembre 2001 (19 anni)   | 2     | 0    | Lokomotiv Mosca       |

## Gruppo C

### Paesi Bassi
Lista dei convocati resa nota il 26 maggio 2021. Il 1º giugno Jasper Cillessen è stato sostituito da Marco Bizot perché positivo al SARS-CoV-2. L'8 giugno Donny van de Beek è stato escluso per un infortunio.
Commissario tecnico:  Frank de Boer
| N. | Pos. | Giocatore            | Data nascita (età)          | Pres. | Reti | Squadra         |
| -- | ---- | -------------------- | --------------------------- | ----- | ---- | --------------- |
| 1  | P    | Maarten Stekelenburg | 22 settembre 1982 (38 anni) | 58    | -44  | Ajax            |
| 2  | D    | Joël Veltman         | 15 gennaio 1992 (29 anni)   | 27    | 2    | Brighton        |
| 3  | D    | Matthijs de Ligt     | 12 agosto 1999 (21 anni)    | 26    | 2    | Juventus        |
| 4  | D    | Nathan Aké           | 18 febbraio 1995 (26 anni)  | 19    | 2    | Manchester City |
| 5  | D    | Owen Wijndal         | 28 novembre 1999 (21 anni)  | 7     | 0    | AZ Alkmaar      |
| 6  | D    | Stefan de Vrij       | 5 febbraio 1992 (29 anni)   | 43    | 3    | Inter           |
| 7  | A    | Steven Berghuis      | 19 dicembre 1991 (29 anni)  | 24    | 2    | Feyenoord       |
| 8  | C    | Georginio Wijnaldum  | 11 novembre 1990 (30 anni)  | 73    | 22   | Liverpool       |
| 9  | A    | Luuk de Jong         | 27 agosto 1990 (30 anni)    | 35    | 8    | Siviglia        |
| 10 | A    | Memphis Depay        | 13 febbraio 1994 (27 anni)  | 62    | 23   | Olympique Lione |
| 11 | A    | Quincy Promes        | 4 gennaio 1992 (29 anni)    | 47    | 7    | Spartak Mosca   |
| 12 | D    | Patrick van Aanholt  | 29 agosto 1990 (30 anni)    | 13    | 0    | Crystal Palace  |
| 13 | P    | Tim Krul             | 3 aprile 1988 (33 anni)     | 14    | -14  | Norwich City    |
| 14 | C    | Davy Klaassen        | 21 febbraio 1993 (28 anni)  | 22    | 5    | Ajax            |
| 15 | C    | Marten de Roon       | 29 marzo 1991 (30 anni)     | 21    | 0    | Atalanta        |
| 16 | C    | Ryan Gravenberch     | 16 maggio 2002 (19 anni)    | 3     | 0    | Ajax            |
| 17 | D    | Daley Blind          | 9 marzo 1990 (31 anni)      | 77    | 2    | Ajax            |
| 18 | A    | Donyell Malen        | 19 gennaio 1999 (22 anni)   | 8     | 2    | PSV             |
| 19 | A    | Wout Weghorst        | 7 agosto 1992 (28 anni)     | 4     | 0    | Wolfsburg       |
| 21 | C    | Frenkie de Jong      | 12 maggio 1997 (24 anni)    | 25    | 1    | Barcellona      |
| 22 | D    | Denzel Dumfries      | 18 aprile 1996 (25 anni)    | 17    | 0    | PSV             |
| 23 | P    | Marco Bizot          | 10 marzo 1991 (30 anni)     | 1     | -1   | AZ Alkmaar      |
| 24 | C    | Teun Koopmeiners     | 28 febbraio 1998 (23 anni)  | 1     | 0    | AZ Alkmaar      |
| 25 | D    | Jurriën Timber       | 17 giugno 2001 (19 anni)    | 0     | 0    | Ajax            |
| 26 | A    | Cody Gakpo           | 7 maggio 1999 (22 anni)     | 0     | 0    | PSV             |

### Ucraina
Lista dei convocati resa nota il 1º giugno.
Commissario tecnico:  Andrij Ševčenko
| N. | Pos. | Giocatore           | Data nascita (età)          | Pres. | Reti | Squadra         |
| -- | ---- | ------------------- | --------------------------- | ----- | ---- | --------------- |
| 1  | P    | Heorhij Buščan      | 31 maggio 1994 (27 anni)    | 6     | -11  | Dinamo Kiev     |
| 2  | D    | Eduard Sobol'       | 20 aprile 1995 (26 anni)    | 19    | 0    | Club Bruges     |
| 3  | C    | Heorhij Sudakov     | 1º settembre 2002 (18 anni) | 1     | 0    | Šachtar         |
| 4  | D    | Serhij Kryvcov      | 15 marzo 1991 (30 anni)     | 22    | 0    | Šachtar         |
| 5  | C    | Serhij Sydorčuk     | 2 maggio 1991 (30 anni)     | 35    | 3    | Dinamo Kiev     |
| 6  | C    | Taras Stepanenko    | 8 agosto 1989 (31 anni)     | 60    | 3    | Šachtar         |
| 7  | C    | Andrij Jarmolenko   | 23 ottobre 1989 (31 anni)   | 92    | 38   | West Ham Utd    |
| 8  | C    | Ruslan Malinovs'kyj | 4 maggio 1993 (28 anni)     | 35    | 6    | Atalanta        |
| 9  | A    | Roman Jaremčuk      | 27 novembre 1995 (25 anni)  | 22    | 7    | Gent            |
| 10 | C    | Mykola Šaparenko    | 4 ottobre 1998 (22 anni)    | 10    | 0    | Dinamo Kiev     |
| 11 | C    | Marlos              | 7 giugno 1988 (33 anni)     | 23    | 1    | Šachtar         |
| 12 | P    | Andrij Pjatov       | 28 giugno 1984 (36 anni)    | 96    | -78  | Šachtar         |
| 13 | D    | Illja Zabarnyj      | 1º settembre 2002 (18 anni) | 6     | 0    | Dinamo Kiev     |
| 14 | C    | Jevhen Makarenko    | 21 maggio 1991 (30 anni)    | 11    | 0    | Kortrijk        |
| 15 | C    | Viktor Cyhankov     | 15 novembre 1997 (23 anni)  | 26    | 6    | Dinamo Kiev     |
| 16 | D    | Vitalij Mykolenko   | 29 maggio 1999 (22 anni)    | 14    | 0    | Dinamo Kiev     |
| 17 | C    | Oleksandr Zinčenko  | 15 dicembre 1996 (24 anni)  | 38    | 5    | Manchester City |
| 18 | C    | Roman Bezus         | 26 settembre 1990 (30 anni) | 23    | 5    | Gent            |
| 19 | A    | Artem Bjesjedin     | 31 marzo 1996 (25 anni)     | 14    | 2    | Dinamo Kiev     |
| 20 | C    | Oleksandr Zubkov    | 3 agosto 1996 (24 anni)     | 9     | 0    | Ferencváros     |
| 21 | D    | Oleksandr Karavajev | 2 giugno 1992 (29 anni)     | 31    | 1    | Dinamo Kiev     |
| 22 | D    | Mykola Matvijenko   | 2 maggio 1996 (25 anni)     | 34    | 0    | Šachtar         |
| 23 | P    | Anatolij Trubin     | 1º agosto 2001 (19 anni)    | 2     | -2   | Šachtar         |
| 24 | D    | Oleksandr Tymčyk    | 20 gennaio 1997 (24 anni)   | 4     | 0    | Dinamo Kiev     |
| 25 | D    | Denys Popov         | 17 febbraio 1999 (22 anni)  | 1     | 0    | Dinamo Kiev     |
| 26 | A    | Artem Dovbyk        | 21 giugno 1997 (23 anni)    | 2     | 0    | Dnipro-1        |

### Austria
Lista dei convocati resa nota il 24 maggio 2021.
Commissario tecnico:  Franco Foda
| N. | Pos. | Giocatore             | Data nascita (età)          | Pres. | Reti | Squadra               |
| -- | ---- | --------------------- | --------------------------- | ----- | ---- | --------------------- |
| 1  | P    | Alexander Schlager    | 1º febbraio 1996 (25 anni)  | 6     | -12  | LASK                  |
| 2  | D    | Andreas Ulmer         | 30 ottobre 1985 (35 anni)   | 23    | 0    | Salisburgo            |
| 3  | D    | Aleksandar Dragović   | 6 marzo 1991 (30 anni)      | 89    | 2    | Bayer Leverkusen      |
| 4  | D    | Martin Hinteregger    | 7 settembre 1992 (28 anni)  | 53    | 4    | Eintracht Francoforte |
| 5  | D    | Stefan Posch          | 14 maggio 1997 (24 anni)    | 10    | 1    | Hoffenheim            |
| 6  | C    | Stefan Ilsanker       | 18 maggio 1989 (32 anni)    | 50    | 0    | Eintracht Francoforte |
| 7  | A    | Marko Arnautović      | 19 aprile 1989 (32 anni)    | 87    | 26   | Shanghai Haigang      |
| 8  | D    | David Alaba           | 24 giugno 1992 (28 anni)    | 79    | 14   | Bayern Monaco         |
| 9  | A    | Marcel Sabitzer       | 17 marzo 1994 (27 anni)     | 48    | 8    | RB Lipsia             |
| 10 | C    | Florian Grillitsch    | 7 agosto 1995 (25 anni)     | 21    | 1    | Hoffenheim            |
| 11 | A    | Michael Gregoritsch   | 18 aprile 1994 (27 anni)    | 24    | 4    | Augusta               |
| 12 | P    | Pavao Pervan          | 13 novembre 1987 (33 anni)  | 7     | -4   | Wolfsburg             |
| 13 | P    | Daniel Bachmann       | 9 luglio 1994 (26 anni)     | 1     | -1   | Watford               |
| 14 | C    | Julian Baumgartlinger | 2 gennaio 1988 (33 anni)    | 82    | 1    | Bayer Leverkusen      |
| 15 | D    | Philipp Lienhart      | 11 luglio 1996 (24 anni)    | 3     | 0    | Friburgo              |
| 16 | D    | Christopher Trimmel   | 24 febbraio 1987 (34 anni)  | 11    | 0    | Union Berlino         |
| 17 | C    | Louis Schaub          | 29 dicembre 1994 (26 anni)  | 19    | 6    | Lucerna               |
| 18 | C    | Alessandro Schöpf     | 7 febbraio 1994 (27 anni)   | 25    | 5    | Schalke 04            |
| 19 | C    | Christoph Baumgartner | 1º agosto 1999 (21 anni)    | 8     | 3    | Hoffenheim            |
| 20 | A    | Karim Onisiwo         | 17 marzo 1992 (29 anni)     | 11    | 1    | Magonza               |
| 21 | D    | Stefan Lainer         | 27 agosto 1992 (28 anni)    | 28    | 1    | Borussia M'gladbach   |
| 22 | C    | Valentino Lazaro      | 24 marzo 1996 (25 anni)     | 30    | 3    | Borussia M'gladbach   |
| 23 | C    | Xaver Schlager        | 28 settembre 1997 (23 anni) | 19    | 1    | Wolfsburg             |
| 24 | C    | Konrad Laimer         | 27 maggio 1997 (24 anni)    | 7     | 1    | RB Lipsia             |
| 25 | A    | Saša Kalajdžić        | 7 luglio 1997 (23 anni)     | 5     | 3    | Stoccarda             |
| 26 | D    | Marco Friedl          | 16 marzo 1998 (23 anni)     | 2     | 0    | Werder Brema          |

### Macedonia del Nord
Lista dei convocati resa nota il 20 maggio 2021.
Commissario tecnico:  Igor Angelovski
| N. | Pos. | Giocatore             | Data nascita (età)          | Pres. | Reti | Squadra          |
| -- | ---- | --------------------- | --------------------------- | ----- | ---- | ---------------- |
| 1  | P    | Stole Dimitrievski    | 25 dicembre 1993 (27 anni)  | 39    | -36  | Rayo Vallecano   |
| 2  | D    | Egzon Bejtulai        | 7 gennaio 1994 (27 anni)    | 19    | 0    | Škendija         |
| 3  | D    | Gjoko Zajkov          | 10 febbraio 1995 (26 anni)  | 17    | 1    | Charleroi        |
| 4  | D    | Kire Ristevski        | 22 ottobre 1990 (30 anni)   | 45    | 0    | Újpest           |
| 5  | C    | Arijan Ademi          | 29 maggio 1991 (30 anni)    | 20    | 4    | Dinamo Zagabria  |
| 6  | D    | Visar Musliu          | 13 novembre 1994 (26 anni)  | 29    | 1    | Fehérvár         |
| 7  | A    | Ivan Tričkovski       | 18 aprile 1987 (34 anni)    | 62    | 6    | AEK Larnaca      |
| 8  | C    | Ezgjan Alioski        | 12 febbraio 1992 (29 anni)  | 42    | 7    | Leeds Utd        |
| 9  | A    | Aleksandar Trajkovski | 5 settembre 1992 (28 anni)  | 63    | 18   | Maiorca          |
| 10 | A    | Goran Pandev          | 27 luglio 1983 (37 anni)    | 117   | 37   | Genoa            |
| 11 | C    | Ferhan Hasani         | 18 giugno 1990 (30 anni)    | 40    | 2    | Partizani Tirana |
| 12 | P    | Risto Jankov          | 5 settembre 1998 (22 anni)  | 0     | 0    | Rabotnički       |
| 13 | D    | Stefan Ristovski      | 12 febbraio 1992 (29 anni)  | 63    | 2    | Dinamo Zagabria  |
| 14 | D    | Darko Velkoski        | 21 giugno 1995 (25 anni)    | 27    | 1    | Rijeka           |
| 15 | C    | Tihomir Kostadinov    | 4 marzo 1996 (25 anni)      | 8     | 0    | Ružomberok       |
| 16 | C    | Boban Nikolov         | 28 luglio 1994 (26 anni)    | 32    | 2    | Lecce            |
| 17 | C    | Enis Bardhi           | 2 luglio 1995 (25 anni)     | 34    | 6    | Levante          |
| 18 | A    | Vlatko Stojanovski    | 23 aprile 1997 (24 anni)    | 8     | 2    | Chambly          |
| 19 | A    | Krste Velkoski        | 20 febbraio 1988 (33 anni)  | 14    | 0    | Sarajevo         |
| 20 | C    | Stefan Spirovski      | 23 agosto 1990 (30 anni)    | 39    | 1    | AEK Larnaca      |
| 21 | C    | Eljif Elmas           | 24 settembre 1999 (21 anni) | 25    | 6    | Napoli           |
| 22 | P    | Damjan Šiškovski      | 18 marzo 1995 (26 anni)     | 6     | -8   | Doxa Katōkopias  |
| 23 | C    | Marjan Radeski        | 10 febbraio 1995 (26 anni)  | 17    | 1    | Brera Strumica   |
| 24 | C    | Daniel Avramovski     | 20 febbraio 1995 (26 anni)  | 4     | 0    | Kayserispor      |
| 25 | C    | Darko Čurlinov        | 11 luglio 2000 (20 anni)    | 1     | 0    | Stoccarda        |
| 26 | A    | Milan Ristovski       | 8 aprile 1998 (23 anni)     | 0     | 0    | Spartak Trnava   |

## Gruppo D

### Inghilterra
Lista dei convocati resa nota il 1º giugno 2021. Il 3 giugno Trent Alexander-Arnold è stato escluso per infortunio, venendo sostituito da Ben White il 7 giugno. Dopo il primo incontro, il 15 giugno Dean Henderson è stato sostituito da Aaron Ramsdale per infortunio.
Commissario tecnico:  Gareth Southgate
| N. | Pos. | Giocatore             | Data nascita (età)          | Pres. | Reti | Squadra           |
| -- | ---- | --------------------- | --------------------------- | ----- | ---- | ----------------- |
| 1  | P    | Jordan Pickford       | 7 marzo 1994 (27 anni)      | 30    | -27  | Everton           |
| 2  | D    | Kyle Walker           | 28 maggio 1990 (31 anni)    | 55    | 0    | Manchester City   |
| 3  | D    | Luke Shaw             | 12 luglio 1995 (25 anni)    | 9     | 0    | Manchester Utd    |
| 4  | C    | Declan Rice           | 14 gennaio 1999 (22 anni)   | 15    | 1    | West Ham Utd      |
| 5  | D    | John Stones           | 28 maggio 1994 (27 anni)    | 42    | 2    | Manchester City   |
| 6  | D    | Harry Maguire         | 5 marzo 1993 (28 anni)      | 32    | 3    | Manchester Utd    |
| 7  | A    | Jack Grealish         | 10 settembre 1995 (25 anni) | 5     | 0    | Aston Villa       |
| 8  | C    | Jordan Henderson      | 17 giugno 1990 (30 anni)    | 58    | 0    | Liverpool         |
| 9  | A    | Harry Kane            | 28 luglio 1993 (27 anni)    | 53    | 34   | Tottenham         |
| 10 | A    | Raheem Sterling       | 8 dicembre 1994 (26 anni)   | 61    | 14   | Manchester City   |
| 11 | A    | Marcus Rashford       | 31 ottobre 1997 (23 anni)   | 40    | 11   | Manchester Utd    |
| 12 | D    | Kieran Trippier       | 19 settembre 1990 (30 anni) | 26    | 1    | Atlético Madrid   |
| 13 | P    | Dean Henderson        | 12 marzo 1997 (24 anni)     | 1     | 0    | Manchester Utd    |
| 13 | P    | Aaron Ramsdale        | 14 maggio 1998 (23 anni)    | 0     | 0    | Sheffield Utd     |
| 14 | C    | Kalvin Phillips       | 2 dicembre 1995 (25 anni)   | 7     | 0    | Leeds Utd         |
| 15 | D    | Tyrone Mings          | 13 marzo 1993 (28 anni)     | 8     | 0    | Aston Villa       |
| 16 | D    | Conor Coady           | 25 febbraio 1993 (28 anni)  | 4     | 1    | Wolverhampton     |
| 17 | A    | Jadon Sancho          | 25 marzo 2000 (21 anni)     | 18    | 3    | Borussia Dortmund |
| 18 | A    | Dominic Calvert-Lewin | 16 marzo 1997 (24 anni)     | 7     | 4    | Everton           |
| 19 | C    | Mason Mount           | 10 gennaio 1999 (22 anni)   | 16    | 4    | Chelsea           |
| 20 | A    | Phil Foden            | 28 maggio 2000 (21 anni)    | 6     | 2    | Manchester City   |
| 21 | D    | Ben Chilwell          | 21 dicembre 1996 (24 anni)  | 14    | 0    | Chelsea           |
| 22 | D    | Ben White             | 8 ottobre 1997 (23 anni)    | 2     | 0    | Brighton          |
| 23 | P    | Sam Johnstone         | 25 marzo 1993 (28 anni)     | 0     | 0    | West Bromwich     |
| 24 | D    | Reece James           | 8 dicembre 1999 (21 anni)   | 6     | 0    | Chelsea           |
| 25 | A    | Bukayo Saka           | 5 settembre 2001 (19 anni)  | 4     | 0    | Arsenal           |
| 26 | C    | Jude Bellingham       | 29 giugno 2003 (17 anni)    | 2     | 0    | Borussia Dortmund |

### Croazia
Lista dei convocati resa nota il 17 maggio 2021.
Commissario tecnico:  Zlatko Dalić
| N. | Pos. | Giocatore         | Data nascita (età)          | Pres. | Reti | Squadra               |
| -- | ---- | ----------------- | --------------------------- | ----- | ---- | --------------------- |
| 1  | P    | Dominik Livaković | 9 gennaio 1995 (26 anni)    | 20    | -25  | Dinamo Zagabria       |
| 2  | D    | Šime Vrsaljko     | 10 gennaio 1992 (29 anni)   | 47    | 0    | Atlético Madrid       |
| 3  | D    | Borna Barišić     | 10 novembre 1992 (28 anni)  | 18    | 1    | Rangers               |
| 4  | A    | Ivan Perišić      | 2 febbraio 1989 (32 anni)   | 99    | 27   | Inter                 |
| 5  | D    | Duje Ćaleta-Car   | 17 settembre 1996 (24 anni) | 12    | 0    | Olympique Marsiglia   |
| 6  | D    | Dejan Lovren      | 5 luglio 1989 (31 anni)     | 64    | 4    | Zenit San Pietroburgo |
| 7  | A    | Josip Brekalo     | 23 giugno 1998 (22 anni)    | 22    | 4    | Wolfsburg             |
| 8  | C    | Mateo Kovačić     | 6 maggio 1994 (27 anni)     | 66    | 3    | Chelsea               |
| 9  | A    | Andrej Kramarić   | 19 giugno 1991 (29 anni)    | 52    | 14   | Hoffenheim            |
| 10 | C    | Luka Modrić       | 9 settembre 1985 (35 anni)  | 136   | 17   | Real Madrid           |
| 11 | C    | Marcelo Brozović  | 16 novembre 1992 (28 anni)  | 57    | 6    | Inter                 |
| 12 | P    | Lovre Kalinić     | 3 aprile 1990 (31 anni)     | 19    | -26  | Hajduk Spalato        |
| 13 | C    | Nikola Vlašić     | 4 ottobre 1997 (23 anni)    | 20    | 5    | CSKA Mosca            |
| 14 | A    | Ante Budimir      | 22 luglio 1991 (29 anni)    | 7     | 1    | Osasuna               |
| 15 | C    | Mario Pašalić     | 9 febbraio 1995 (26 anni)   | 23    | 3    | Atalanta              |
| 16 | D    | Mile Škorić       | 19 giugno 1991 (29 anni)    | 4     | 0    | Osijek                |
| 17 | A    | Ante Rebić        | 21 settembre 1993 (27 anni) | 36    | 3    | Milan                 |
| 18 | A    | Mislav Oršić      | 29 dicembre 1992 (28 anni)  | 8     | 0    | Dinamo Zagabria       |
| 19 | C    | Milan Badelj      | 25 febbraio 1989 (32 anni)  | 54    | 2    | Genoa                 |
| 20 | A    | Bruno Petković    | 16 settembre 1994 (26 anni) | 13    | 6    | Dinamo Zagabria       |
| 21 | D    | Domagoj Vida      | 29 aprile 1989 (32 anni)    | 86    | 4    | Beşiktaş              |
| 22 | D    | Josip Juranović   | 16 agosto 1995 (25 anni)    | 7     | 0    | Legia Varsavia        |
| 23 | P    | Simon Sluga       | 17 marzo 1993 (28 anni)     | 3     | -5   | Luton Town            |
| 24 | D    | Domagoj Bradarić  | 10 dicembre 1999 (21 anni)  | 4     | 0    | Lilla                 |
| 25 | D    | Joško Gvardiol    | 23 gennaio 2002 (19 anni)   | 0     | 0    | Dinamo Zagabria       |
| 26 | C    | Luka Ivanušec     | 26 novembre 1998 (22 anni)  | 2     | 1    | Dinamo Zagabria       |

### Scozia
Lista dei convocati resa nota il 19 maggio 2021.
Commissario tecnico:  Steve Clarke
| N. | Pos. | Giocatore         | Data nascita (età)         | Pres. | Reti | Squadra           |
| -- | ---- | ----------------- | -------------------------- | ----- | ---- | ----------------- |
| 1  | P    | David Marshall    | 5 marzo 1985 (36 anni)     | 43    | -60  | Derby County      |
| 2  | D    | Stephen O'Donnell | 11 maggio 1992 (29 anni)   | 18    | 0    | Motherwell        |
| 3  | D    | Andrew Robertson  | 11 marzo 1994 (27 anni)    | 43    | 3    | Liverpool         |
| 4  | C    | Scott McTominay   | 8 dicembre 1996 (24 anni)  | 22    | 0    | Manchester Utd    |
| 5  | D    | Grant Hanley      | 20 novembre 1991 (29 anni) | 32    | 2    | Norwich City      |
| 6  | D    | Kieran Tierney    | 5 giugno 1997 (24 anni)    | 19    | 0    | Arsenal           |
| 7  | C    | John McGinn       | 18 ottobre 1994 (26 anni)  | 32    | 10   | Aston Villa       |
| 8  | C    | Callum McGregor   | 14 giugno 1993 (27 anni)   | 29    | 0    | Celtic            |
| 9  | A    | Lyndon Dykes      | 7 ottobre 1995 (25 anni)   | 10    | 2    | QPR               |
| 10 | A    | Che Adams         | 13 luglio 1996 (24 anni)   | 3     | 1    | Southampton       |
| 11 | A    | Ryan Christie     | 22 febbraio 1995 (26 anni) | 18    | 4    | Celtic            |
| 12 | P    | Craig Gordon      | 31 dicembre 1982 (38 anni) | 57    | -52  | Hearts            |
| 13 | D    | Greg Taylor       | 5 novembre 1997 (23 anni)  | 4     | 0    | Celtic            |
| 14 | C    | John Fleck        | 24 agosto 1991 (29 anni)   | 5     | 0    | Sheffield Utd     |
| 15 | D    | Declan Gallagher  | 13 febbraio 1991 (30 anni) | 7     | 0    | Motherwell        |
| 16 | D    | Liam Cooper       | 30 agosto 1991 (29 anni)   | 5     | 0    | Leeds Utd         |
| 17 | C    | Stuart Armstrong  | 30 marzo 1992 (29 anni)    | 24    | 2    | Southampton       |
| 18 | C    | David Turnbull    | 10 luglio 1999 (21 anni)   | 0     | 0    | Celtic            |
| 19 | A    | Kevin Nisbet      | 8 marzo 1997 (24 anni)     | 1     | 0    | Hibernian         |
| 20 | A    | Ryan Fraser       | 24 febbraio 1994 (27 anni) | 16    | 4    | Newcastle Utd     |
| 21 | P    | Jon McLaughlin    | 9 settembre 1987 (33 anni) | 2     | -1   | Rangers           |
| 22 | D    | Nathan Patterson  | 16 ottobre 2001 (19 anni)  | 0     | 0    | Rangers           |
| 23 | C    | Billy Gilmour     | 11 giugno 2001 (20 anni)   | 0     | 0    | Chelsea           |
| 24 | D    | Jack Hendry       | 7 maggio 1995 (26 anni)    | 5     | 0    | Ostenda           |
| 25 | A    | James Forrest     | 7 luglio 1991 (29 anni)    | 35    | 5    | Celtic            |
| 26 | D    | Scott McKenna     | 12 novembre 1996 (24 anni) | 19    | 0    | Nottingham Forest |

### Rep. Ceca
Lista dei convocati, contenente 25 giocatori, resa nota il 25 maggio 2021. Il 27 maggio Michal Sadílek è stato aggiunto alla lista dopo la conferma della squalifica di Ondřej Kúdela. Il 12 giugno Jiří Pavlenka è stato sostituito da Tomáš Koubek per infortunio.
Commissario tecnico:  Jaroslav Šilhavý
| N. | Pos. | Giocatore       | Data nascita (età)         | Pres. | Reti | Squadra          |
| -- | ---- | --------------- | -------------------------- | ----- | ---- | ---------------- |
| 1  | P    | Tomáš Vaclík    | 29 marzo 1989 (32 anni)    | 36    | -32  | Siviglia         |
| 2  | D    | Pavel Kadeřábek | 25 aprile 1992 (29 anni)   | 47    | 3    | Hoffenheim       |
| 3  | D    | Ondřej Čelůstka | 18 giugno 1989 (31 anni)   | 24    | 2    | Sparta Praga     |
| 4  | D    | Jakub Brabec    | 6 agosto 1992 (28 anni)    | 20    | 1    | Viktoria Plzeň   |
| 5  | D    | Vladimír Coufal | 22 agosto 1992 (28 anni)   | 14    | 1    | West Ham Utd     |
| 6  | D    | Tomáš Kalas     | 15 maggio 1993 (28 anni)   | 22    | 2    | Bristol City     |
| 7  | C    | Antonín Barák   | 3 dicembre 1994 (26 anni)  | 18    | 6    | Verona           |
| 8  | C    | Vladimír Darida | 8 agosto 1990 (30 anni)    | 70    | 8    | Hertha Berlino   |
| 9  | D    | Tomáš Holeš     | 31 marzo 1993 (28 anni)    | 7     | 1    | Slavia Praga     |
| 10 | A    | Patrik Schick   | 24 gennaio 1996 (25 anni)  | 24    | 10   | Bayer Leverkusen |
| 11 | A    | Michal Krmenčík | 15 marzo 1993 (28 anni)    | 28    | 9    | PAOK             |
| 12 | C    | Lukáš Masopust  | 12 febbraio 1993 (28 anni) | 20    | 1    | Slavia Praga     |
| 13 | C    | Petr Ševčík     | 4 maggio 1994 (27 anni)    | 6     | 0    | Slavia Praga     |
| 14 | C    | Jakub Jankto    | 19 gennaio 1996 (25 anni)  | 33    | 4    | Sampdoria        |
| 15 | C    | Tomáš Souček    | 27 febbraio 1995 (26 anni) | 33    | 7    | West Ham Utd     |
| 16 | P    | Aleš Mandous    | 21 aprile 1992 (29 anni)   | 1     | -2   | Sigma Olomouc    |
| 17 | D    | David Zima      | 8 novembre 2000 (20 anni)  | 1     | 0    | Slavia Praga     |
| 18 | D    | Jan Bořil       | 11 gennaio 1991 (30 anni)  | 21    | 0    | Slavia Praga     |
| 19 | C    | Adam Hložek     | 25 luglio 2002 (18 anni)   | 2     | 0    | Sparta Praga     |
| 20 | A    | Matěj Vydra     | 1º maggio 1992 (29 anni)   | 35    | 6    | Burnley          |
| 21 | C    | Alex Král       | 19 maggio 1998 (23 anni)   | 16    | 2    | Spartak Mosca    |
| 22 | D    | Aleš Matějů     | 3 giugno 1996 (25 anni)    | 4     | 0    | Brescia          |
| 23 | P    | Tomáš Koubek    | 26 agosto 1992 (28 anni)   | 11    | 0    | Augusta          |
| 24 | A    | Tomáš Pekhart   | 26 maggio 1989 (32 anni)   | 21    | 2    | Legia Varsavia   |
| 25 | C    | Jakub Pešek     | 24 giugno 1993 (27 anni)   | 1     | 1    | Slovan Liberec   |
| 26 | C    | Michal Sadílek  | 31 maggio 1999 (22 anni)   | 0     | 0    | Slovan Liberec   |

## Gruppo E

### Spagna
Lista dei convocati, contenente 24 giocatori, resa nota il 24 maggio 2021.
Commissario tecnico:  Luis Enrique
| N. | Pos. | Giocatore         | Data nascita (età)         | Pres. | Reti | Squadra             |
| -- | ---- | ----------------- | -------------------------- | ----- | ---- | ------------------- |
| 1  | P    | David de Gea      | 7 novembre 1990 (30 anni)  | 45    | -36  | Manchester Utd      |
| 2  | D    | César Azpilicueta | 28 agosto 1989 (31 anni)   | 25    | 0    | Chelsea             |
| 3  | D    | Diego Llorente    | 16 agosto 1993 (27 anni)   | 7     | 0    | Leeds Utd           |
| 4  | D    | Pau Torres        | 16 gennaio 1997 (24 anni)  | 7     | 1    | Villarreal          |
| 5  | C    | Sergio Busquets   | 16 luglio 1988 (32 anni)   | 122   | 2    | Barcellona          |
| 6  | C    | Marcos Llorente   | 30 gennaio 1995 (26 anni)  | 4     | 0    | Atlético Madrid     |
| 7  | A    | Álvaro Morata     | 23 ottobre 1992 (28 anni)  | 39    | 19   | Juventus            |
| 8  | C    | Koke              | 8 gennaio 1992 (29 anni)   | 49    | 0    | Atlético Madrid     |
| 9  | A    | Gerard Moreno     | 7 aprile 1992 (29 anni)    | 10    | 5    | Villarreal          |
| 10 | C    | Thiago            | 11 aprile 1991 (30 anni)   | 41    | 2    | Liverpool           |
| 11 | A    | Ferrán Torres     | 29 febbraio 2000 (21 anni) | 10    | 6    | Manchester City     |
| 12 | D    | Eric García       | 9 gennaio 2001 (20 anni)   | 7     | 0    | Manchester City     |
| 13 | P    | Robert Sánchez    | 18 novembre 1997 (23 anni) | 0     | 0    | Brighton            |
| 14 | D    | José Gayà         | 25 maggio 1995 (26 anni)   | 13    | 2    | Valencia            |
| 16 | C    | Rodri             | 22 giugno 1996 (24 anni)   | 19    | 1    | Manchester City     |
| 17 | C    | Fabián Ruiz       | 3 aprile 1996 (25 anni)    | 11    | 1    | Napoli              |
| 18 | D    | Jordi Alba        | 21 marzo 1989 (32 anni)    | 72    | 8    | Barcellona          |
| 19 | A    | Dani Olmo         | 7 maggio 1998 (23 anni)    | 11    | 3    | RB Lipsia           |
| 20 | A    | Adama Traoré      | 25 gennaio 1996 (25 anni)  | 5     | 0    | Wolverhampton       |
| 21 | A    | Mikel Oyarzabal   | 21 aprile 1997 (24 anni)   | 13    | 4    | Real Sociedad       |
| 22 | A    | Pablo Sarabia     | 11 maggio 1992 (29 anni)   | 3     | 1    | Paris Saint-Germain |
| 23 | P    | Unai Simón        | 11 giugno 1997 (24 anni)   | 7     | -5   | Athletic Bilbao     |
| 24 | D    | Aymeric Laporte   | 27 maggio 1994 (27 anni)   | 0     | 0    | Manchester City     |
| 26 | C    | Pedri             | 25 novembre 2002 (18 anni) | 3     | 0    | Barcellona          |

### Svezia
Lista dei convocati resa nota il 18 maggio 2021. Il 31 maggio Martin Olsson è stato sostituito da Pierre Bengtsson per infortunio.
Commissario tecnico:  Janne Andersson
| N. | Pos. | Giocatore            | Data nascita (età)          | Pres. | Reti | Squadra        |
| -- | ---- | -------------------- | --------------------------- | ----- | ---- | -------------- |
| 1  | P    | Robin Olsen          | 8 gennaio 1990 (31 anni)    | 42    | -41  | Everton        |
| 2  | D    | Mikael Lustig        | 13 dicembre 1986 (34 anni)  | 89    | 6    | AIK            |
| 3  | D    | Victor Lindelöf      | 17 luglio 1994 (26 anni)    | 40    | 3    | Manchester Utd |
| 4  | D    | Andreas Granqvist    | 16 aprile 1985 (36 anni)    | 88    | 9    | Helsingborg    |
| 5  | D    | Pierre Bengtsson     | 12 aprile 1988 (33 anni)    | 37    | 0    | Vejle          |
| 6  | D    | Ludwig Augustinsson  | 21 aprile 1994 (27 anni)    | 32    | 2    | Werder Brema   |
| 7  | C    | Sebastian Larsson    | 6 giugno 1985 (36 anni)     | 127   | 9    | AIK            |
| 8  | C    | Albin Ekdal          | 28 luglio 1989 (31 anni)    | 56    | 0    | Sampdoria      |
| 9  | A    | Marcus Berg          | 17 agosto 1986 (34 anni)    | 84    | 23   | Krasnodar      |
| 10 | C    | Emil Forsberg        | 23 ottobre 1991 (29 anni)   | 56    | 8    | RB Lipsia      |
| 11 | A    | Alexander Isak       | 21 settembre 1999 (21 anni) | 20    | 6    | Real Sociedad  |
| 12 | P    | Karl-Johan Johnsson  | 28 gennaio 1990 (31 anni)   | 9     | -7   | Copenaghen     |
| 13 | C    | Gustav Svensson      | 7 febbraio 1987 (34 anni)   | 30    | 0    | Guangzhou R&F  |
| 14 | D    | Filip Helander       | 22 aprile 1993 (28 anni)    | 15    | 0    | Rangers        |
| 15 | C    | Ken Sema             | 30 settembre 1993 (27 anni) | 10    | 0    | Watford        |
| 16 | D    | Emil Krafth          | 2 agosto 1994 (26 anni)     | 26    | 0    | Newcastle Utd  |
| 17 | C    | Viktor Claesson      | 2 gennaio 1992 (29 anni)    | 44    | 9    | Krasnodar      |
| 18 | D    | Pontus Jansson       | 13 febbraio 1991 (30 anni)  | 27    | 0    | Brentford      |
| 19 | C    | Mattias Svanberg     | 5 gennaio 1999 (22 anni)    | 7     | 1    | Bologna        |
| 20 | C    | Kristoffer Olsson    | 30 giugno 1995 (25 anni)    | 24    | 0    | Krasnodar      |
| 21 | C    | Dejan Kulusevski     | 25 aprile 2000 (21 anni)    | 11    | 1    | Juventus       |
| 22 | A    | Robin Quaison        | 9 ottobre 1993 (27 anni)    | 24    | 9    | Magonza        |
| 23 | P    | Kristoffer Nordfeldt | 23 giugno 1989 (31 anni)    | 14    | -8   | Gençlerbirliği |
| 24 | D    | Marcus Danielson     | 8 aprile 1989 (32 anni)     | 7     | 2    | Dalian Pro     |
| 25 | A    | Jordan Larsson       | 20 giugno 1997 (23 anni)    | 5     | 1    | Spartak Mosca  |
| 26 | C    | Jens Cajuste         | 10 agosto 1999 (21 anni)    | 3     | 0    | Midtjylland    |

### Polonia
Lista dei convocati resa nota il 17 maggio 2021. Il 7 giugno Arkadiusz Milik è stato escluso per problemi fisici.
Commissario tecnico:  Paulo Sousa
| N. | Pos. | Giocatore             | Data nascita (età)         | Pres. | Reti | Squadra            |
| -- | ---- | --------------------- | -------------------------- | ----- | ---- | ------------------ |
| 1  | P    | Wojciech Szczęsny     | 18 aprile 1990 (31 anni)   | 52    | -45  | Juventus           |
| 2  | D    | Kamil Piątkowski      | 21 giugno 2000 (20 anni)   | 1     | 0    | Raków Częstochowa  |
| 3  | D    | Paweł Dawidowicz      | 20 maggio 1995 (26 anni)   | 2     | 0    | Verona             |
| 4  | D    | Tomasz Kędziora       | 11 giugno 1994 (27 anni)   | 21    | 0    | Dinamo Kiev        |
| 5  | D    | Jan Bednarek          | 12 aprile 1996 (25 anni)   | 29    | 1    | Southampton        |
| 6  | C    | Kacper Kozłowski      | 16 ottobre 2003 (17 anni)  | 1     | 0    | Pogoń Stettino     |
| 8  | C    | Karol Linetty         | 2 febbraio 1995 (26 anni)  | 30    | 2    | Torino             |
| 9  | A    | Robert Lewandowski    | 21 agosto 1988 (32 anni)   | 118   | 66   | Bayern Monaco      |
| 10 | C    | Grzegorz Krychowiak   | 29 gennaio 1990 (31 anni)  | 78    | 4    | Lokomotiv Mosca    |
| 11 | A    | Karol Świderski       | 23 gennaio 1997 (24 anni)  | 2     | 1    | PAOK               |
| 12 | P    | Łukasz Skorupski      | 5 maggio 1991 (30 anni)    | 4     | -4   | Bologna            |
| 13 | D    | Maciej Rybus          | 19 agosto 1989 (31 anni)   | 61    | 2    | Lokomotiv Mosca    |
| 14 | C    | Mateusz Klich         | 13 giugno 1990 (30 anni)   | 30    | 2    | Leeds Utd          |
| 15 | D    | Kamil Glik            | 3 febbraio 1988 (33 anni)  | 82    | 6    | Benevento          |
| 16 | C    | Jakub Moder           | 7 aprile 1999 (22 anni)    | 8     | 2    | Brighton           |
| 17 | C    | Przemysław Płacheta   | 23 marzo 1998 (23 anni)    | 3     | 0    | Norwich City       |
| 18 | D    | Bartosz Bereszyński   | 12 luglio 1992 (28 anni)   | 31    | 0    | Sampdoria          |
| 19 | C    | Przemysław Frankowski | 12 aprile 1995 (26 anni)   | 10    | 1    | Chicago Fire       |
| 20 | C    | Piotr Zieliński       | 20 maggio 1994 (27 anni)   | 59    | 6    | Napoli             |
| 21 | C    | Kamil Jóźwiak         | 22 aprile 1998 (23 anni)   | 12    | 2    | Derby County       |
| 22 | P    | Łukasz Fabiański      | 18 aprile 1985 (36 anni)   | 56    | -45  | West Ham Utd       |
| 23 | A    | Dawid Kownacki        | 14 marzo 1997 (24 anni)    | 6     | 1    | Fortuna Düsseldorf |
| 24 | A    | Jakub Świerczok       | 28 dicembre 1992 (28 anni) | 3     | 0    | Piast Gliwice      |
| 25 | D    | Michał Helik          | 9 settembre 1995 (25 anni) | 2     | 0    | Barnsley           |
| 26 | D    | Tymoteusz Puchacz     | 23 gennaio 1999 (22 anni)  | 0     | 0    | Lech Poznań        |

### Slovacchia
Lista dei convocati resa nota il 2 giugno 2021.
Commissario tecnico:  Štefan Tarkovič
| N. | Pos. | Giocatore         | Data nascita (età)          | Pres. | Reti | Squadra           |
| -- | ---- | ----------------- | --------------------------- | ----- | ---- | ----------------- |
| 1  | P    | Martin Dúbravka   | 15 gennaio 1989 (32 anni)   | 25    | -30  | Newcastle Utd     |
| 2  | D    | Peter Pekarík     | 30 ottobre 1986 (34 anni)   | 100   | 2    | Hertha Berlino    |
| 3  | D    | Denis Vavro       | 10 aprile 1996 (25 anni)    | 10    | 0    | Huesca            |
| 4  | D    | Martin Valjent    | 11 dicembre 1995 (25 anni)  | 9     | 0    | Maiorca           |
| 5  | D    | Ľubomír Šatka     | 2 dicembre 1995 (25 anni)   | 13    | 0    | Lech Poznań       |
| 6  | C    | Ján Greguš        | 29 gennaio 1991 (30 anni)   | 34    | 4    | Minnesota Utd     |
| 7  | C    | Vladimír Weiss    | 30 novembre 1989 (31 anni)  | 68    | 7    | Slovan Bratislava |
| 8  | C    | Ondrej Duda       | 5 dicembre 1994 (26 anni)   | 44    | 5    | Colonia           |
| 9  | A    | Róbert Boženík    | 18 novembre 1999 (21 anni)  | 16    | 4    | Feyenoord         |
| 10 | C    | Tomáš Suslov      | 7 giugno 2002 (19 anni)     | 3     | 0    | Groningen         |
| 11 | C    | László Bénes      | 9 settembre 1997 (23 anni)  | 4     | 1    | Augusta           |
| 12 | P    | Dušan Kuciak      | 21 maggio 1985 (36 anni)    | 13    | -16  | Lechia Danzica    |
| 13 | C    | Patrik Hrošovský  | 22 aprile 1992 (29 anni)    | 35    | 0    | Genk              |
| 14 | D    | Milan Škriniar    | 11 febbraio 1995 (26 anni)  | 39    | 2    | Inter             |
| 15 | D    | Tomáš Hubočan     | 17 settembre 1985 (35 anni) | 69    | 0    | Omonia            |
| 16 | D    | Dávid Hancko      | 13 dicembre 1997 (23 anni)  | 14    | 1    | Sparta Praga      |
| 17 | C    | Marek Hamšík      | 27 luglio 1987 (33 anni)    | 126   | 26   | IFK Göteborg      |
| 18 | C    | Lukáš Haraslín    | 26 maggio 1996 (25 anni)    | 14    | 1    | Sassuolo          |
| 19 | C    | Juraj Kucka       | 26 febbraio 1987 (34 anni)  | 82    | 10   | Parma             |
| 20 | A    | Róbert Mak        | 8 marzo 1991 (30 anni)      | 65    | 14   | Ferencváros       |
| 21 | A    | Michal Ďuriš      | 1º giugno 1988 (33 anni)    | 55    | 7    | Omonia            |
| 22 | C    | Stanislav Lobotka | 25 novembre 1994 (26 anni)  | 28    | 3    | Napoli            |
| 23 | P    | Marek Rodák       | 13 dicembre 1996 (24 anni)  | 6     | -4   | Fulham            |
| 24 | C    | Martin Koscelník  | 2 marzo 1995 (26 anni)      | 4     | 0    | Slovan Liberec    |
| 25 | C    | Jakub Hromada     | 25 maggio 1996 (25 anni)    | 1     | 0    | Slavia Praga      |
| 26 | A    | Ivan Schranz      | 13 settembre 1993 (27 anni) | 7     | 1    | Jablonec          |

## Gruppo F

### Ungheria
Lista dei convocati resa nota il 1º giugno 2021.
Commissario tecnico:  Marco Rossi
| N. | Pos. | Giocatore           | Data nascita (età)          | Pres. | Reti | Squadra             |
| -- | ---- | ------------------- | --------------------------- | ----- | ---- | ------------------- |
| 1  | P    | Péter Gulácsi       | 6 maggio 1990 (31 anni)     | 38    | -51  | RB Lipsia           |
| 2  | D    | Ádám Lang           | 17 gennaio 1993 (28 anni)   | 38    | 1    | Omonia              |
| 3  | D    | Ákos Kecskés        | 4 gennaio 1996 (25 anni)    | 1     | 0    | Lugano              |
| 4  | D    | Attila Szalai       | 20 gennaio 1998 (23 anni)   | 11    | 0    | Fenerbahçe          |
| 5  | D    | Attila Fiola        | 17 febbraio 1990 (31 anni)  | 34    | 1    | Fehérvár            |
| 6  | D    | Willi Orban         | 3 novembre 1992 (28 anni)   | 20    | 5    | RB Lipsia           |
| 7  | C    | Loïc Nego           | 15 gennaio 1991 (30 anni)   | 9     | 2    | Fehérvár            |
| 8  | C    | Ádám Nagy           | 17 giugno 1995 (25 anni)    | 46    | 1    | Bristol City        |
| 9  | A    | Ádám Szalai         | 9 dicembre 1987 (33 anni)   | 70    | 23   | Magonza             |
| 10 | C    | Tamás Cseri         | 15 gennaio 1988 (33 anni)   | 3     | 0    | Mezőkövesd-Zsóry    |
| 11 | C    | Filip Holender      | 27 luglio 1994 (26 anni)    | 14    | 1    | Partizan            |
| 12 | P    | Dénes Dibusz        | 16 novembre 1990 (30 anni)  | 15    | -11  | Ferencváros         |
| 13 | C    | András Schäfer      | 13 aprile 1999 (22 anni)    | 4     | 0    | DAC Dunajská Streda |
| 14 | D    | Gergő Lovrencsics   | 1º settembre 1988 (32 anni) | 39    | 1    | Ferencváros         |
| 15 | C    | László Kleinheisler | 8 aprile 1994 (27 anni)     | 32    | 3    | Osijek              |
| 16 | C    | Dániel Gazdag       | 2 marzo 1996 (25 anni)      | 6     | 1    | Philadelphia Union  |
| 17 | A    | Roland Varga        | 23 gennaio 1990 (31 anni)   | 21    | 3    | MTK Budapest        |
| 18 | C    | Dávid Sigér         | 30 novembre 1990 (30 anni)  | 12    | 1    | Ferencváros         |
| 19 | A    | Kevin Varga         | 30 marzo 1996 (25 anni)     | 6     | 1    | Kasımpaşa           |
| 20 | A    | Roland Sallai       | 22 maggio 1997 (24 anni)    | 22    | 4    | Friburgo            |
| 21 | D    | Endre Botka         | 25 agosto 1994 (26 anni)    | 9     | 0    | Ferencváros         |
| 22 | P    | Ádám Bogdán         | 27 settembre 1987 (33 anni) | 20    | -25  | Ferencváros         |
| 23 | A    | Nemanja Nikolić     | 31 dicembre 1987 (33 anni)  | 37    | 8    | Fehérvár            |
| 24 | A    | Szabolcs Schön      | 27 settembre 2000 (20 anni) | 0     | 0    | FC Dallas           |
| 25 | A    | János Hahn          | 15 marzo 1995 (26 anni)     | 0     | 0    | Paks                |
| 26 | D    | Bendegúz Bolla      | 22 novembre 1999 (21 anni)  | 0     | 0    | Fehérvár            |

### Portogallo
Lista dei convocati resa nota il 20 maggio 2021. Il 13 giugno João Cancelo è stato sostituito da Diogo Dalot perché positivo al SARS-CoV-2.
Commissario tecnico:  Fernando Santos
| N. | Pos. | Giocatore         | Data nascita (età)         | Pres. | Reti | Squadra               |
| -- | ---- | ----------------- | -------------------------- | ----- | ---- | --------------------- |
| 1  | P    | Rui Patrício      | 15 febbraio 1988 (33 anni) | 92    | -79  | Wolverhampton         |
| 2  | D    | Nélson Semedo     | 16 novembre 1993 (27 anni) | 17    | 0    | Wolverhampton         |
| 3  | D    | Pepe              | 26 febbraio 1983 (38 anni) | 113   | 7    | Porto                 |
| 4  | D    | Rúben Dias        | 14 maggio 1997 (24 anni)   | 27    | 2    | Manchester City       |
| 5  | D    | Raphaël Guerreiro | 22 dicembre 1993 (27 anni) | 45    | 2    | Borussia Dortmund     |
| 6  | D    | José Fonte        | 22 dicembre 1983 (37 anni) | 45    | 0    | Lilla                 |
| 7  | A    | Cristiano Ronaldo | 5 febbraio 1985 (36 anni)  | 173   | 103  | Juventus              |
| 8  | C    | João Moutinho     | 8 settembre 1986 (34 anni) | 130   | 7    | Wolverhampton         |
| 9  | A    | André Silva       | 10 agosto 1994 (26 anni)   | 38    | 16   | Eintracht Francoforte |
| 10 | A    | Bernardo Silva    | 13 giugno 1994 (26 anni)   | 52    | 7    | Manchester City       |
| 11 | C    | Bruno Fernandes   | 8 settembre 1994 (26 anni) | 27    | 2    | Manchester Utd        |
| 12 | P    | Anthony Lopes     | 1º ottobre 1990 (30 anni)  | 13    | -12  | Olympique Lione       |
| 13 | C    | Danilo Pereira    | 9 settembre 1991 (29 anni) | 45    | 2    | Paris Saint-Germain   |
| 14 | C    | William Carvalho  | 7 aprile 1992 (29 anni)    | 64    | 4    | Betis                 |
| 15 | A    | Rafa Silva        | 17 maggio 1993 (28 anni)   | 20    | 0    | Benfica               |
| 16 | C    | Renato Sanches    | 18 agosto 1997 (23 anni)   | 24    | 2    | Lilla                 |
| 17 | A    | Gonçalo Guedes    | 29 novembre 1996 (24 anni) | 22    | 6    | Valencia              |
| 18 | C    | Rúben Neves       | 13 marzo 1997 (24 anni)    | 20    | 0    | Wolverhampton         |
| 19 | A    | Pedro Gonçalves   | 28 giugno 1998 (22 anni)   | 0     | 0    | Sporting Lisbona      |
| 20 | D    | Diogo Dalot       | 18 marzo 1999 (22 anni)    | 0     | 0    | Milan                 |
| 21 | A    | Diogo Jota        | 4 dicembre 1996 (24 anni)  | 12    | 6    | Liverpool             |
| 22 | P    | Rui Silva         | 7 febbraio 1994 (27 anni)  | 0     | 0    | Granada               |
| 23 | A    | João Félix        | 10 novembre 1999 (21 anni) | 16    | 3    | Atlético Madrid       |
| 24 | C    | Sérgio Oliveira   | 2 giugno 1992 (29 anni)    | 10    | 0    | Porto                 |
| 25 | D    | Nuno Mendes       | 19 giugno 2002 (18 anni)   | 3     | 0    | Sporting Lisbona      |
| 26 | C    | João Palhinha     | 9 luglio 1995 (25 anni)    | 3     | 1    | Sporting Lisbona      |

### Francia
Lista dei convocati resa nota il 18 maggio 2021.
Commissario tecnico:  Didier Deschamps
| N. | Pos. | Giocatore         | Data nascita (età)          | Pres. | Reti | Squadra             |
| -- | ---- | ----------------- | --------------------------- | ----- | ---- | ------------------- |
| 1  | P    | Hugo Lloris       | 26 dicembre 1986 (34 anni)  | 123   | -93  | Tottenham           |
| 2  | D    | Benjamin Pavard   | 28 marzo 1996 (25 anni)     | 33    | 2    | Bayern Monaco       |
| 3  | D    | Presnel Kimpembe  | 13 agosto 1995 (25 anni)    | 15    | 0    | Paris Saint-Germain |
| 4  | D    | Raphaël Varane    | 25 aprile 1993 (28 anni)    | 73    | 5    | Real Madrid         |
| 5  | D    | Clément Lenglet   | 17 giugno 1995 (25 anni)    | 12    | 1    | Barcellona          |
| 6  | C    | Paul Pogba        | 15 marzo 1993 (28 anni)     | 78    | 10   | Manchester Utd      |
| 7  | A    | Antoine Griezmann | 21 marzo 1991 (30 anni)     | 89    | 35   | Barcellona          |
| 8  | C    | Thomas Lemar      | 12 novembre 1995 (25 anni)  | 24    | 1    | Atlético Madrid     |
| 9  | A    | Olivier Giroud    | 30 settembre 1986 (34 anni) | 107   | 44   | Chelsea             |
| 10 | A    | Kylian Mbappé     | 20 dicembre 1998 (22 anni)  | 42    | 16   | Paris Saint-Germain |
| 11 | A    | Ousmane Dembélé   | 15 maggio 1997 (24 anni)    | 23    | 3    | Barcellona          |
| 12 | C    | Corentin Tolisso  | 3 agosto 1994 (26 anni)     | 23    | 2    | Bayern Monaco       |
| 13 | C    | N'Golo Kanté      | 29 marzo 1991 (30 anni)     | 45    | 2    | Chelsea             |
| 14 | C    | Adrien Rabiot     | 3 aprile 1995 (26 anni)     | 14    | 0    | Juventus            |
| 15 | D    | Kurt Zouma        | 27 ottobre 1996 (24 anni)   | 8     | 1    | Chelsea             |
| 16 | P    | Steve Mandanda    | 28 marzo 1985 (36 anni)     | 34    | -32  | Olympique Marsiglia |
| 17 | C    | Moussa Sissoko    | 16 agosto 1989 (31 anni)    | 67    | 2    | Tottenham           |
| 18 | D    | Lucas Digne       | 20 luglio 1993 (27 anni)    | 36    | 0    | Everton             |
| 19 | A    | Karim Benzema     | 19 dicembre 1987 (33 anni)  | 81    | 27   | Real Madrid         |
| 20 | A    | Kingsley Coman    | 13 giugno 1996 (24 anni)    | 29    | 5    | Bayern Monaco       |
| 21 | D    | Lucas Hernández   | 14 febbraio 1996 (25 anni)  | 24    | 0    | Bayern Monaco       |
| 22 | A    | Wissam Ben Yedder | 12 agosto 1990 (30 anni)    | 12    | 2    | Monaco              |
| 23 | P    | Mike Maignan      | 3 luglio 1995 (25 anni)     | 1     | -1   | Lilla               |
| 24 | D    | Léo Dubois        | 14 settembre 1994 (26 anni) | 7     | 0    | Olympique Lione     |
| 25 | D    | Jules Koundé      | 12 novembre 1998 (22 anni)  | 0     | 0    | Siviglia            |
| 26 | A    | Marcus Thuram     | 6 agosto 1997 (23 anni)     | 3     | 0    | Borussia M'gladbach |

### Germania
Lista dei convocati resa nota il 19 maggio 2021.
Commissario tecnico:  Joachim Löw
| N. | Pos. | Giocatore          | Data nascita (età)          | Pres. | Reti | Squadra               |
| -- | ---- | ------------------ | --------------------------- | ----- | ---- | --------------------- |
| 1  | P    | Manuel Neuer       | 27 marzo 1986 (35 anni)     | 100   | -94  | Bayern Monaco         |
| 2  | D    | Antonio Rüdiger    | 3 marzo 1993 (28 anni)      | 41    | 1    | Chelsea               |
| 3  | D    | Marcel Halstenberg | 27 settembre 1991 (29 anni) | 8     | 1    | RB Lipsia             |
| 4  | D    | Matthias Ginter    | 19 gennaio 1994 (27 anni)   | 40    | 2    | Borussia M'gladbach   |
| 5  | D    | Mats Hummels       | 16 dicembre 1988 (32 anni)  | 72    | 5    | Borussia Dortmund     |
| 6  | C    | Joshua Kimmich     | 8 febbraio 1995 (26 anni)   | 55    | 3    | Bayern Monaco         |
| 7  | A    | Kai Havertz        | 11 giugno 1999 (22 anni)    | 14    | 3    | Chelsea               |
| 8  | C    | Toni Kroos         | 4 gennaio 1990 (31 anni)    | 102   | 17   | Real Madrid           |
| 9  | A    | Kevin Volland      | 30 luglio 1992 (28 anni)    | 11    | 1    | Monaco                |
| 10 | C    | Serge Gnabry       | 14 luglio 1995 (25 anni)    | 22    | 16   | Bayern Monaco         |
| 11 | A    | Timo Werner        | 6 marzo 1996 (25 anni)      | 39    | 16   | Chelsea               |
| 12 | P    | Bernd Leno         | 4 marzo 1992 (29 anni)      | 8     | -10  | Arsenal               |
| 13 | C    | Jonas Hofmann      | 14 luglio 1992 (28 anni)    | 3     | 0    | Borussia M'gladbach   |
| 14 | C    | Jamal Musiala      | 26 febbraio 2003 (18 anni)  | 3     | 0    | Bayern Monaco         |
| 15 | D    | Niklas Süle        | 3 settembre 1995 (25 anni)  | 31    | 1    | Bayern Monaco         |
| 16 | D    | Lukas Klostermann  | 3 giugno 1996 (25 anni)     | 13    | 0    | RB Lipsia             |
| 17 | C    | Florian Neuhaus    | 16 marzo 1997 (24 anni)     | 6     | 2    | Borussia M'gladbach   |
| 18 | C    | Leon Goretzka      | 6 febbraio 1995 (26 anni)   | 32    | 13   | Bayern Monaco         |
| 19 | C    | Leroy Sané         | 11 gennaio 1996 (25 anni)   | 30    | 7    | Bayern Monaco         |
| 20 | D    | Robin Gosens       | 5 luglio 1994 (26 anni)     | 7     | 1    | Atalanta              |
| 21 | C    | İlkay Gündoğan     | 24 ottobre 1990 (30 anni)   | 46    | 11   | Manchester City       |
| 22 | P    | Kevin Trapp        | 8 luglio 1990 (30 anni)     | 5     | -5   | Eintracht Francoforte |
| 23 | D    | Emre Can           | 12 gennaio 1994 (27 anni)   | 34    | 1    | Borussia Dortmund     |
| 24 | D    | Robin Koch         | 17 luglio 1996 (24 anni)    | 8     | 0    | Leeds Utd             |
| 25 | A    | Thomas Müller      | 13 settembre 1989 (31 anni) | 102   | 39   | Bayern Monaco         |
| 26 | D    | Christian Günter   | 28 febbraio 1993 (28 anni)  | 3     | 0    | Friburgo              |